# 김기영 (1873년)
김기영(金璣泳, 1873년 ~ 1914년 4월 20일)은 대한제국과 일제강점기의 지방 관료이다.

## 생애
1907년 함경남도 갑산군 군수로 부임해 이듬해에는 북청군 군수를 지낸 함경도 지역의 지방 관료였다. 1907년 신기선이 결성한 유교 계열의 친일 단체 대동학회 회원이기도 했다.
이 무렵 대한제국 군대 해산 이후 의병이 대거 일어났는데, 함남 갑산 지역에서는 차도선과 태양욱의 의병부대가 일진회 회원을 살해하고 홍범도 부대와 합세해 일본군과의 전투를 승리로 이끄는 등 활발히 활동하고 있었다.
김기영은 일본군 지휘관들과 긴밀히 협의하여 차도선 부대 의병 688명을 귀순공작으로 회유하거나 체포함으로써, 한때 갑산수비대를 궤멸시킬 정도로 기세를 올렸던 차도선 부대를 해체하는 전과를 올렸다. 당시 김기영의 공작으로 생포된 의병장인 차도선은 "함경남도 총괴수"로 묘사되었으며, 부대장인 북청 출신의 태양욱은 "흉악무도하여 끝까지 복응하지" 않자 참살한 것으로 기록되어 있다.
1910년 한일 병합 조약 체결 직후 조선총독부에 의해 계속 북청군수로 발탁되었고, 1912년 일본 정부로부터 한국병합기념장을 서훈받았다. 1913년 함남 이원군 군수로 발령받아 재직하던 중 사망했다.
2008년 민족문제연구소가 정리한 친일인명사전 수록예정자 명단과 2007년 발표된 대한민국 친일반민족행위진상규명위원회의 친일반민족행위 195인 명단에 포함되었다.

## 같이 보기
- 대동학회

## 참고자료
- 친일반민족행위진상규명위원회 (2007년 12월). 〈김기영〉 (PDF). 《2007년도 조사보고서 II - 친일반민족행위결정이유서》. 서울. 936~943쪽쪽. 발간등록번호 11-1560010-0000002-10. [깨진 링크(과거 내용 찾기)]
- 차도선 : 독립유공자 공훈록 - 국가보훈처
- 태양욱 : 독립유공자 공훈록 - 국가보훈처